# Schifffahrtsbetrieb Rorschach
Der kommunale Schifffahrtsbetrieb Rorschach (SBR) war 1960 Nachfolger des privaten Motorbootbetriebs Gottlieb Füllemann. Seit 2007 sind die drei SBR-Schiffe in der Flotte der Schweizerischen Bodensee-Schifffahrt (SBS) integriert. Zwei davon blieben weiterhin in Rorschach im Kanton St. Gallen stationiert.

## Vorgeschichte

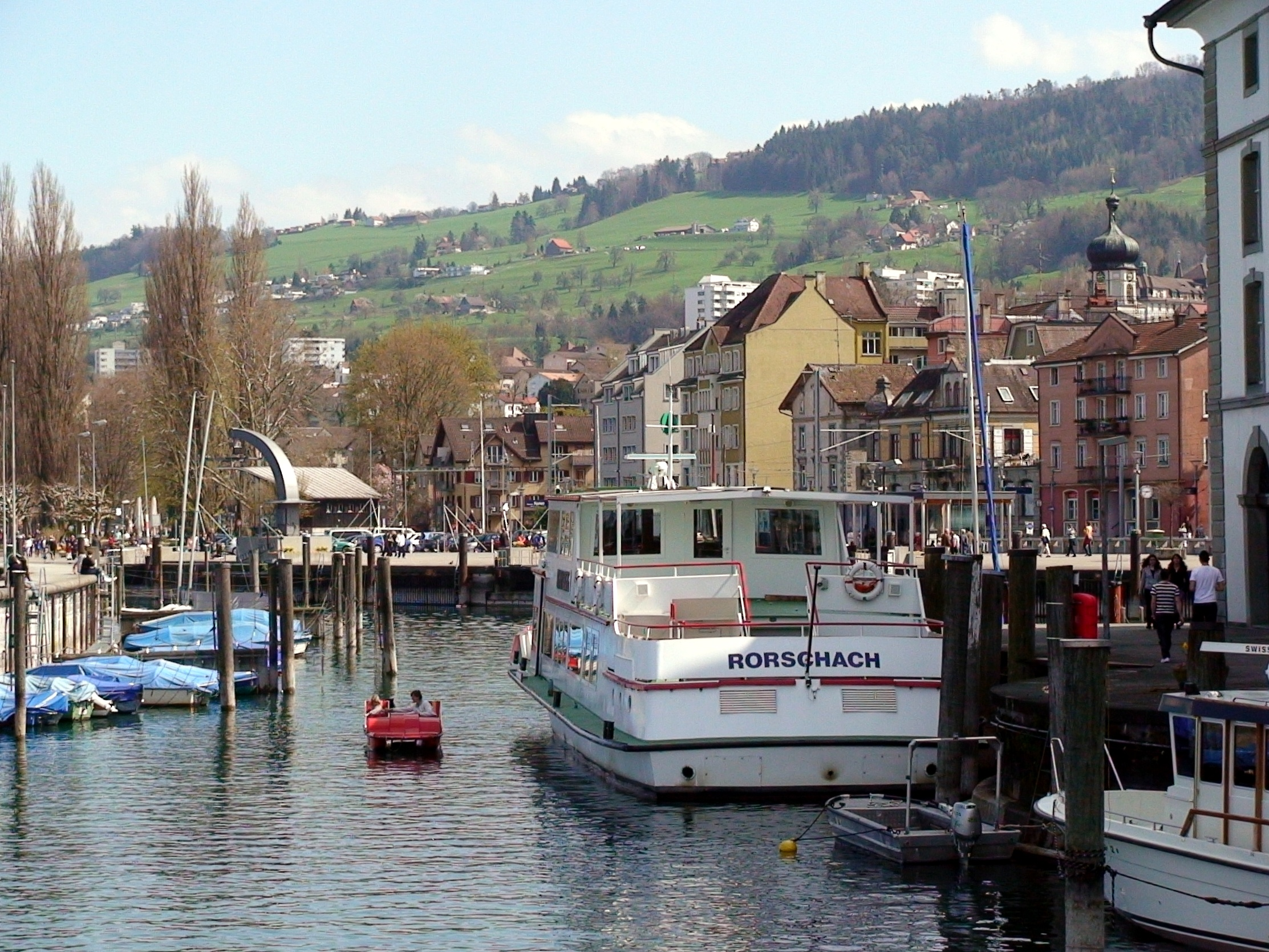
Der enge Heimathafen der Rorschacher Flotte

Rorschach ist seit dem Mittelalter eine wichtige Hafenstadt für die Bodenseeschifffahrt, vor allem während der Blütezeit des bedeutenden Klosters Sankt Gallen, das 15 km südwestlich liegt. Der Warenaustausch über die deutschen Bodenseehäfen und mit Italien sowie die frühe Eisenbahnanbindung stärkten die Stellung des kleinen Hafens. Ausser den Lädinen Rorschacher Schiffsleute hatte von 1864 bis 1870 das Dampfschiff Rorschach der Gebrüder Helfenberger hier seinen Heimathafen. Es war das renovierte Wrack des bayerischen Glattdeckers Ludwig, der 1861 nach der Havarie mit der Stadt Zürich sank und 1863 gehoben wurde. Im Besitz der Firma Immer und Bräuing sank das inzwischen antriebslose Güterschiff erneut 1870 vor Bregenz bei einem Sturm und wurde abgebrochen, womit die kurze Rorschacher Dampfschifffahrt ihr Ende fand. Bezogen auf das Baujahr 1838, ist die Rorschach das älteste schweizerische Bodensee-Dampfschiff.

## Motorbootbetrieb Gottlieb Füllemann (1906 bis 1959)
Der Rorschacher Motorbootbetrieb Gottlieb Füllemann baute 1903 mit der Rorschach eines der ersten Passagiermotorboote auf dem Bodensee. Mit dem zweiten Boot, dem 30-Personen-Eigenbau Luna, führte er ab 1907 Kursfahrten am Bodenseeufer und auf dem Alten Rhein nach Rheineck durch. Dort ist mit 400 m ü. M. die höchstgelegene Schiffslandestelle der Rheinschifffahrt. Nach dem Zweiten Weltkrieg folgten mit der Rheinlust (II) und der Seeschwalbe zwei grössere Schiffe. 1959 bot Füllemann den Betrieb zum Verkauf an.

## Schifffahrtsbetrieb Rorschach (SBR, 1960 bis 2006)

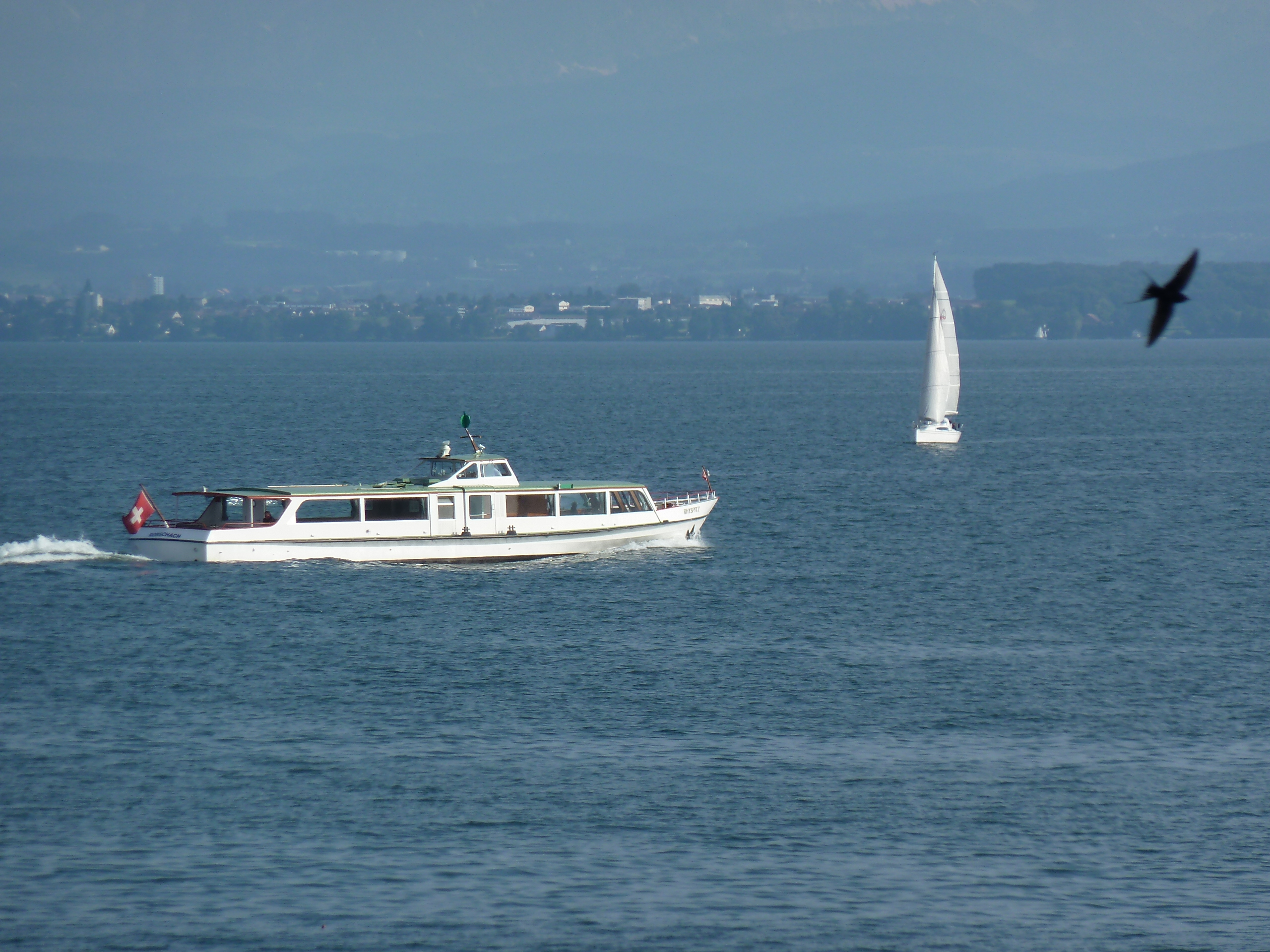
Rhyspitz

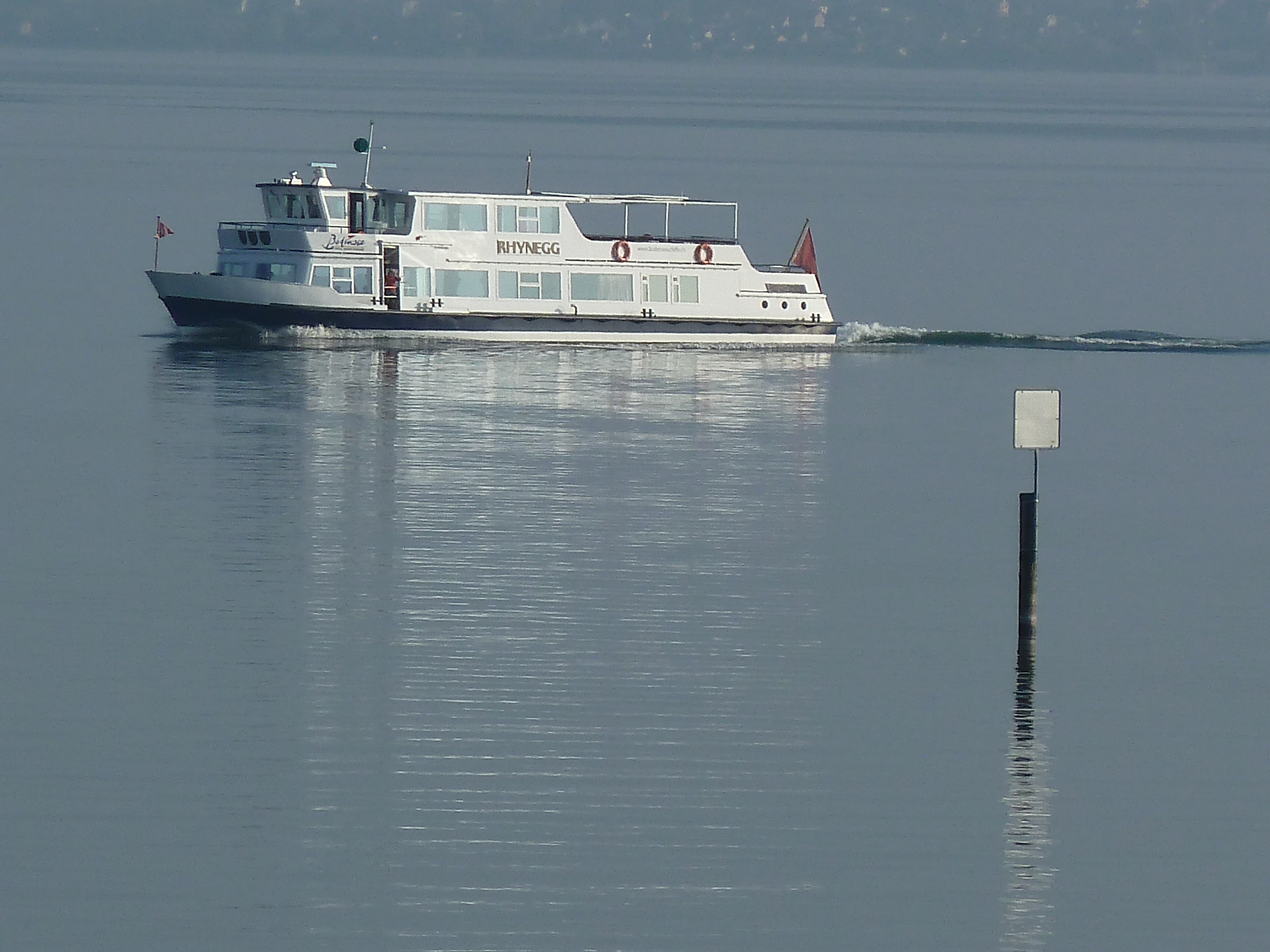
Rhynegg

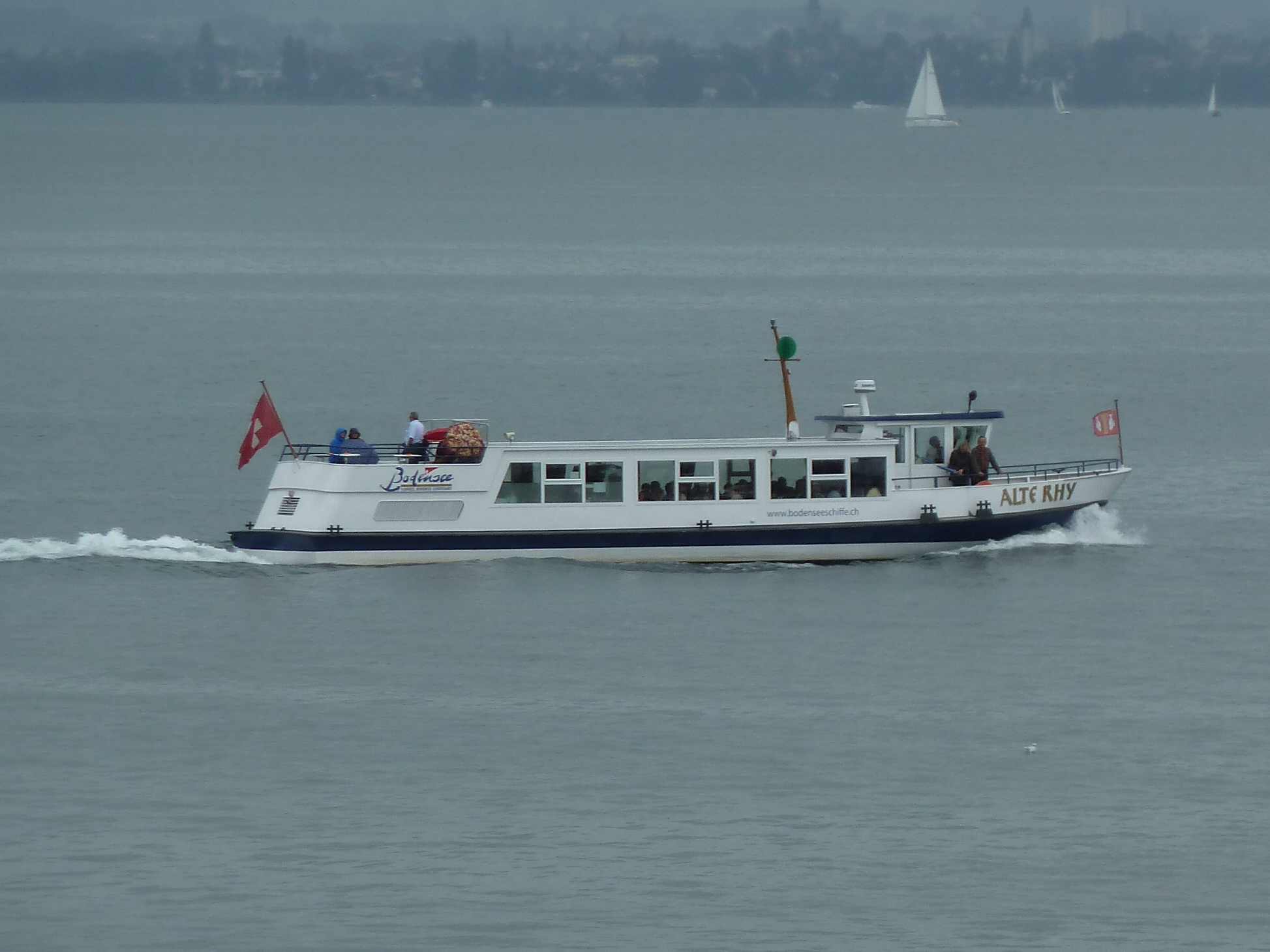
Alte Rhy

Um die beliebte Schiffsverbindung zu erhalten, gründeten die Gemeinden Rorschach (56,8 %), Rheineck (28,4 %) und Thal (14,8 %) den „Motorbootbetrieb Rorschach-Rheineck“, der 1960 den Bootsbetrieb Füllemann mit den beiden Motorbooten Rheinlust (II) und Seeschwalbe übernahm. 1973 wurde der Betrieb in „Städtischer Motorboot- und Schifffahrtsbetrieb“ umbenannt, 1978 in „Schifffahrtsbetrieb Rorschach“ (SBR). Hohe Reparaturkosten und die absehbaren Ausmusterungen führten zur Erneuerung der SBR-Flotte. 1970 wurde die Rhyspitz für 150 Passagiere auf der Bodan-Werft gebaut, ebenso 1977 das SBR-Flaggschiff Rhynegg für 300 Personen. Sie ersetzte die Seeschwalbe; Rheinlust (II) wurde 1980 ausgemustert. Auf der Lux-Werft entstand 1983 das kleinste (60 Personen) und bis heute jüngste Schiff Alte Rhy. Die höhere Kapazität führte zu steigenden Passagierzahlen, die jedoch sehr von Wetter und Wasserstand des Alten Rheins abhängen. 2004 trat der SBR als fünfte Schifffahrtsgesellschaft den Vereinigten Schifffahrtsunternehmen für den Bodensee und Rhein (VSU) bei.

## SBR in der Schweizerischen Bodensee-Schiffahrtsgesellschaft (SBS)
Langfristig überstiegen die jährlichen Defizite die Kapazität der drei Trägergemeinden des SBR. Sie vereinbarten deshalb 2007 mit der SBS eine Einbringung ihrer drei kleineren Schiffe in die Flotte der Schweizerischen Bodensee-Schifffahrt (SBS) mit vier grösseren Fahrgastschiffen, Heimathafen Romanshorn. Da sich die Linien und Schiffe gut ergänzen, rechnen beide mit positiven Synergieeffekten. Der SBR ging bei dieser Fusion in der SBS auf, erhalten blieb aber der Heimathafen Rorschach, die Hafenanlagen und das Personal sowie die Mitsprache der drei Gemeinden durch eine Beteiligung von einem Drittel am Aktienkapital der SBS AG. Die ehemalige SBR-Flotte fuhr vorerst unter der Bezeichnung „SBS-Schifffahrt AG – Rorschach“. Die gesonderte Mitgliedschaft des SBR in den VSU ist wieder erloschen. Seitdem die Rhyspitz 2011 im Bodensee-Querverkehr (Altnau – Immenstaad – Hagnau) eingesetzt wird, ist ihr Heimathafen Romanshorn.

## SBR-Flotte 2006/2007
|                   | Rhyspitz        | Rhynegg                   | Alte Rhy                  |
| ----------------- | --------------- | ------------------------- | ------------------------- |
| Bauwerft          | Bodan-Werft     | Bodan-Werft               | Lux-Werft                 |
| Indienststellung  | 1970            | 1977                      | 1983                      |
| Länge ü.a.        | 28,60 m         | 31,15 m                   | 22,00 m                   |
| Breite ü.a.       | 5,20 m          | 7,00 m                    | 4,60 m                    |
| Wasserverdrängung | 45 t            | 107 t                     | 32 t                      |
| Leistung          | 2 × 224 PS      | 2 × 245 PS                | 245 PS                    |
| Propeller         | 2 Schrauben     | 2 Schottel-Ruderpropeller | 1 Schottel-Ruderpropeller |
| Passagiere        | 150             | 300                       | 60                        |
| Bemerkung         | Umbau 1991/1993 | Umbau 2004                | Umbau 2003                |

Die Rhyspitz erhielt 1993 eine neue Motorenanlage. Seit 2011 ist sie in Romanshorn stationiert und bedient die Verbindung zwischen dem schweizerischen Altnau und Hagnau und Immenstaad am deutschen Ufer. Am 19. September 2015 kollidierte sie beim Auslaufen aus dem Romanshorner Hafen mit einem Segelboot, wobei am Segelboot beträchtlicher Schaden entstand.
Die Rhynegg wurde im Winter 2011/2012 in der Werft Romanshorn generalüberholt und erhielt wie die Romanshorner Schiffe einen weiss-blauen Anstrich. Am 24. Juli 2020 lief sie an der Mündung des Alten Rheins auf eine Spundwand auf. Das Schiff wurde am Rumpf beschädigt und war nicht mehr fahrfähig. Die 27 Fahrgäste und drei Besatzungsmitglieder wurden mit Booten in den Hafen von Altenrhein gebracht. Verletzt wurde niemand. Am Abend des 23. Mai 2023 randalierte ein 21-Jähriger auf dem Dach der im Hafen von Rorschach liegenden Rhynegg, wobei ein Schaden von mehreren zehntausend Franken entstand.

## Sonnenköniginin Rorschach
Die Sonnenkönigin, das „Eventschiff“ mit dem unkonventionellen Design, hatte nach der Indienststellung im September 2008 ihren Heimathafen bis September 2009 in Rorschach. Die Eignerin der Sonnenkönigin, die Walter Klaus GmbH & Co KG, ist mit 40 % an der SBS AG beteiligt und somit auch an der ehemaligen SBR-Flotte. Das Schiff hat in Rorschach einen Liegeplatz, dessen Dalben speziell für den 1000-Tonner verstärkt worden sind.